# Jumana Murad
Pour les articles homonymes, voir Murad.
Jumana Murad est une actrice syrienne,.  

## Biographie
Jumana Murad est née au sein d'une famille druze. Elle a obtenu son diplôme de l'université de Damas, puis a fait ses débuts à la télévision en 1998 quand elle a commencé à jouer dans des drames télévisés. Elle tourne au cinéma dans le film El Shayateen (Devils) en 2007. Elle a joué dans plus de trente productions, dont El Farah en 2009. Jumana Murad possède également sa propre société de production, Jumana International ,,.

## Filmographie
Cinéma
- 2007 : Al-Shayatin : Elham
- 2008 : Shaban El Fares : Lamia
- 2008 : Cabaret : Layla
- 2008 : Lahazat onotha
- 2008 : Silencieux
- 2009 : Shaban El Fares
- 2009 : El Farah : Gamiela
- 2011 : Kaf Alqamar : Lubna
- 2013 : Al Hafla : Nancy
- 2021 : The Damned Palace :
- North of the 10 : Hayat Al Demerdash (en production)

Séries télévisées
- 2005 : Al shared
- 2008 : Bab Al Hara 3[6]
- 2009 : Bab Al Hara 4
- 2010 : Bab Al Hara 5
- 2010 : Shahed Ezbat
- 2010 : A'rd Khas